# Astereae
Astereae és una tribu de la subfamília de les asteròidies (Asteroideae).

## Gèneres
Compta amb els gèneres següents:
| - Acamptopappus - Achnophora - Almutaster - Amellus - Ampelaster - Amphiachyris - Amphipappus - Aphanostephus - Apopyros - Arida - Aster - Asteropsis - Astranthium - Baccharis - Batopilasia - Bellis - Bellium - Benitoa - Bigelowia - Boltonia - Brachyscome - Brintonia - Callistephus - Calotis - Camptacra - Canadanthus - Celmisia - Chaetopappa - Chiliotrichum - Chloracantha - Chrysocoma - Chrysoma - Chrysopsis - Chrysothamnus - Columbiadoria - Commidendrum - Conyza - Corethrogyne - Crinitaria - Croptilon - Cuniculotinus - Damnamenia - Darwiniothamnus - Dichaetophora - Dieteria - Diplostephium - Doellingeria - Eastwoodia - Elachanthus - Ericameria - Erigeron - Erodiophyllum - Eurybia - Euthamia - Felicia - Formania - Galatella - Geissolepis - Grangea - Grindelia - Gundlachia - Gutierrezia - Gymnosperma - Haplopappus - Hazardia - Herrickia - Heterotheca | - Hysterionica - Inulopsis - Ionactis - Isocoma - Kalimeris - Kippistia - Laennecia - Lagenophora - Lessingia - Lorandersonia - Machaeranthera - Mairia - Melanodendron - Microgyne - Minuria - Monoptilon - Myriactis - Nannoglottis - Nardophyllum - Neja - Nestotus - Nidorella - Nolletia - Noticastrum - Olearia - Oonopsis - Oreochrysum - Oreostemma - Oritrophium - Pachystegia - Pentachaeta - Peripleura - Petradoria - Pleurophyllum - Podocoma - Poecilolepis - Polyarrhena - Printzia - Psiadia - Psilactis - Pteronia - Pyrrocoma - Rayjacksonia - Remya - Rhynchospermum - Rigiopappus - Sericocarpus - Sheareria - Solidago - Sommerfeltia - Stenotus - Symphyotrichum - Tetramolopium - Thurovia - Toiyabea - Tonestus - Townsendia - Tracyina - Triniteurybia - Tripolium - Vittadinia - Welwitschiella - Xanthisma - Xanthocephalum - Xylorhiza - Xylothamia - Zyrphelis |